# Springer Nature
Springer Nature es una editorial académica creada por la fusión de las editoriales Springer Science+Business Media y varios sellos de Holtzbrinck Publishing Group en mayo de 2015.  En 2017, la compañía registró unos ingresos de 1.640 millones de euros. 

## Historia
Springer Nature nació en 2015 por la fusión de Nature Publishing Group, Palgrave Macmillan y Macmillan Education (propiedad de Holtzbrinck Publishing Group) con Springer Science+Business Media (propiedad de BC Partners). La fusión se planteó por primera vez el 15 de enero de 2015,  y la transacción concluyó en mayo de ese mismo año, siendo Holtzbrinck el mayor accionista, con el 53% de las participaciones. 
La empresa tiene su origen en diversas revistas y editoriales, especialmente Springer-Verlag, que fue fundada en 1842 por Julius Springer en Berlín,   Nature, publicado por primera vez el 4 de noviembre de 1869,  y Macmillan Education, que se remonta a Macmillan Publishers, fundada en 1869.
Tras la fusión, el ex director ejecutivo del Springer Science+Business Media, Derk Haank, se convirtió en director ejecutivo de Springer Nature. Cuando se retiró a finales de 2017, dio paso a Daniel Ropers, cofundador y director general de bol.com. 

## Filiales
- Adis International
- Apress
- Asser Press
- BioMed Central
- Bohn Stafleu van Loghum
- Humana Press
- J. B. Metzler
- Macmillan Education
- Nature Research
- Palgrave Macmillan
- Scientific American
- Springer Healthcare
- Springer VS
- Springer Verlag
- Springer Gabler
- Springer Vieweg Verlag
- Springer Medizin
- Springer Pflege
- Scientific Publishing services